# Der Abi Saeed
Der Abi Saeed (în arabă: دير أبي سعيد) este un oraș în  Guvernoratul Irbid din Iordania. Este numit astfel  după o capelă creștină istorică (Der în arabă) în locul în care este construit orașul. Orașul a câștigat importanță la începutul secolului al XX-lea după formarea unui organism de autoguvernare după căderea Imperiului Otoman. Der Abi Saeed este centrul administrativ al Departamentul Koura, unul dintre cele nouă departamente ale Guvernoratului Irbid.

## Geografie

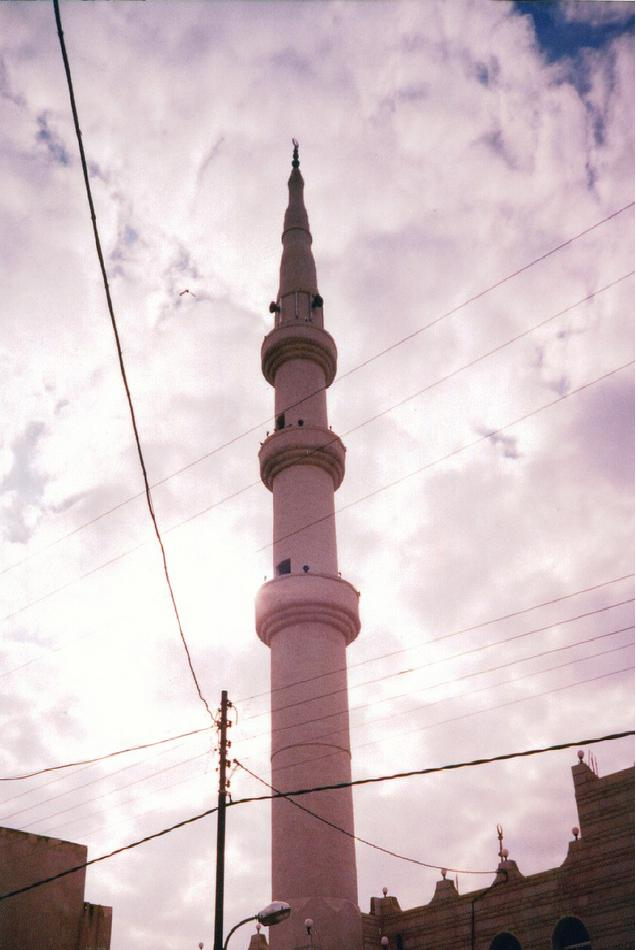
Moscheea istorică din Der Abi Saeed

Orașul este situat în partea iordaniană a Platoului Houran, la aproximativ 25 km la sud-vest de orașul Irbid din Guvernoratul Irbid, și la aproximativ 83 km la nord de capitala Iordaniei Amman. 

## Istorie
În 1838 locuitorii lui Der Abi Saeed erau predominant musulmani sunniți.
Recensământul iordanian din 1961 a înregistrat 1.927 locuitori în Deir Abu Sa'id.

## Districte
Comuna Der Abi Saeed cuprinde opt districte:
- Der Abi Saeed
- Kafr Al-Maa
- Al-Samt
- Marhaba
- Abu Alqain
- Jeffin
- Ashrafiyeh
- Tibnah